# Always the Woman
Always the Woman er en amerikansk stumfilm fra 1922 af Arthur Rosson.

## Medvirkende
- Betty Compson som Celia Thaxter
- Emory Johnson som Herbert Boone
- Doris Pawn som Adele Boone
- Gerald Pring som Reginald Stanhope
- Richard Rosson som Mahmud
- Arthur Delmore som Gregory Gallup
- Macey Harlam som Kelim Pasha